# Amphibisches Brücken- und Übersetzfahrzeug M3
Das vom Hersteller General Dynamics European Land Systems-Germany GmbH so genannte Amphibische Brücken- und Fährenfahrzeug M3 (die britische Bezeichnung lautet: M3 Amphibious Bridging Vehicle oder auch kurz M3 Amphibious Rig) ist als Schwimmschnellbrücke ein hochmobiles Vier-Rad-Fahrzeug mit Allradantrieb und Allradlenkung.
Von der Bundeswehr, die das Fahrzeug als einzige Armee aus dem deutschsprachigen Raum nutzt, wird das Fahrzeug als Amphibisches Brücken- und Übersetzfahrzeug M3 bezeichnet.

## Beschreibung
Es ersetzt die bisherige Amphibie M2 Alligator und wird wie diese zum schnellen Bau von Schwimmbrücken (aneinandergekoppelt) oder im Fährbetrieb (einzeln oder gekoppelt) eingesetzt, um Rad- und Kettenfahrzeugen den Übergang über Gewässer zu ermöglichen, die nicht anderweitig, wie etwa mit der Panzerschnellbrücke „Biber“, überwunden werden können. Damit entfällt je nach Lage der zeitintensive Bau von Behelfsbrücken. Ein Einsatz im unmittelbaren gegnerischen Feuerbereich kann allerdings nicht stattfinden, da die Fahrzeuge sehr beschussempfindlich sind. In diesem Falle muss auf eine andere Vorgehensweise zurückgegriffen werden. Die Besatzung konnte im Vergleich zum Vorgängermodell von vier auf drei Soldaten reduziert werden.
Der Bau einer 100 m langen Schwimmbrücke, zu der acht Fahrzeuge eingesetzt werden müssen, kann in etwa 15–20 Minuten erfolgen; an Personal werden dazu mindestens 24 Soldaten benötigt.
Hersteller des umgangssprachlich „Amphibie M3“ genannten Fahrzeuges ist General Dynamics European Land Systems GmbH (ehem. Eisenwerke Kaiserslautern), eine Tochter von General Dynamics.

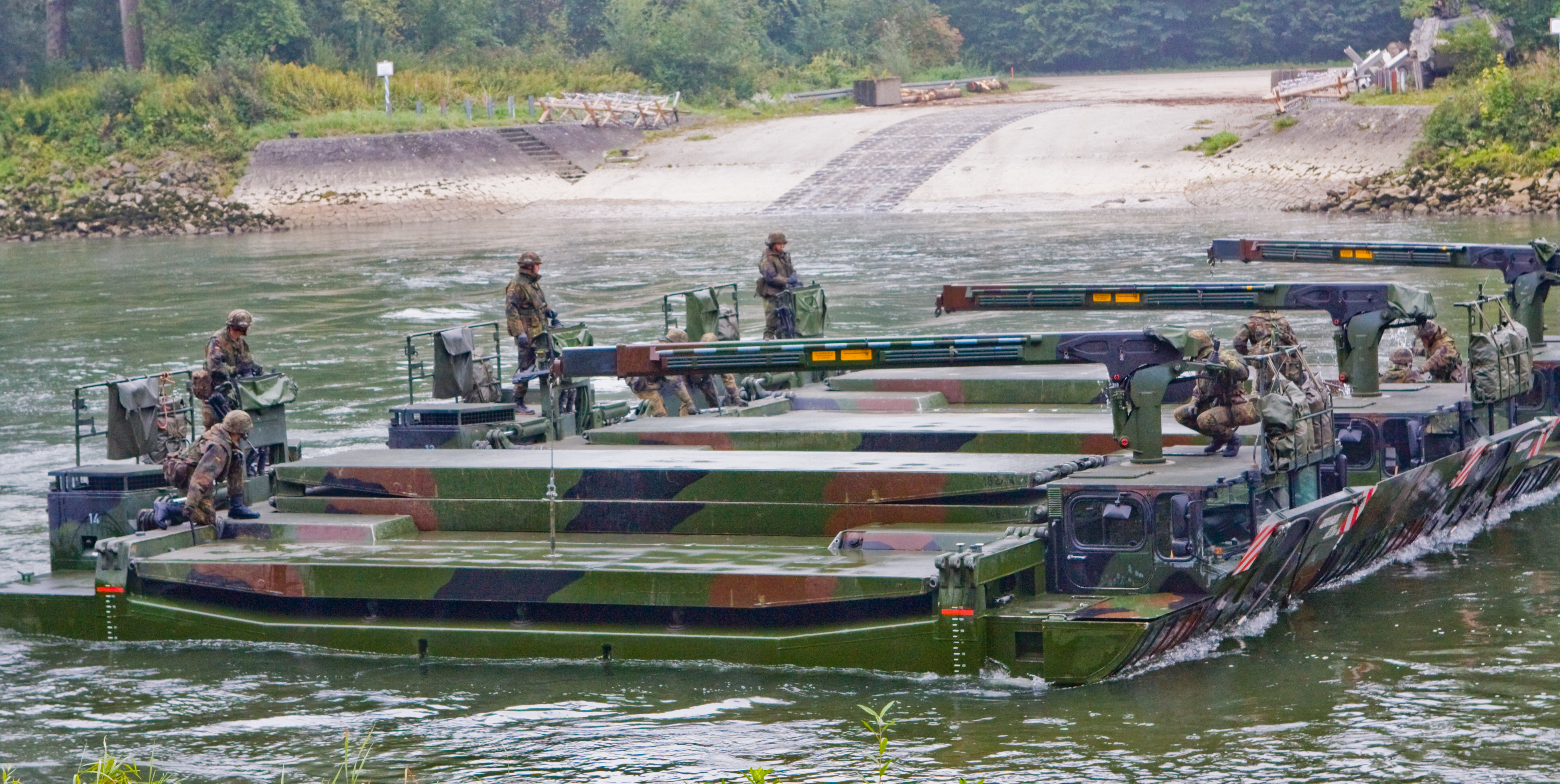
Dreifachfähre enggekoppelt bei einer Vorführung auf der Donau

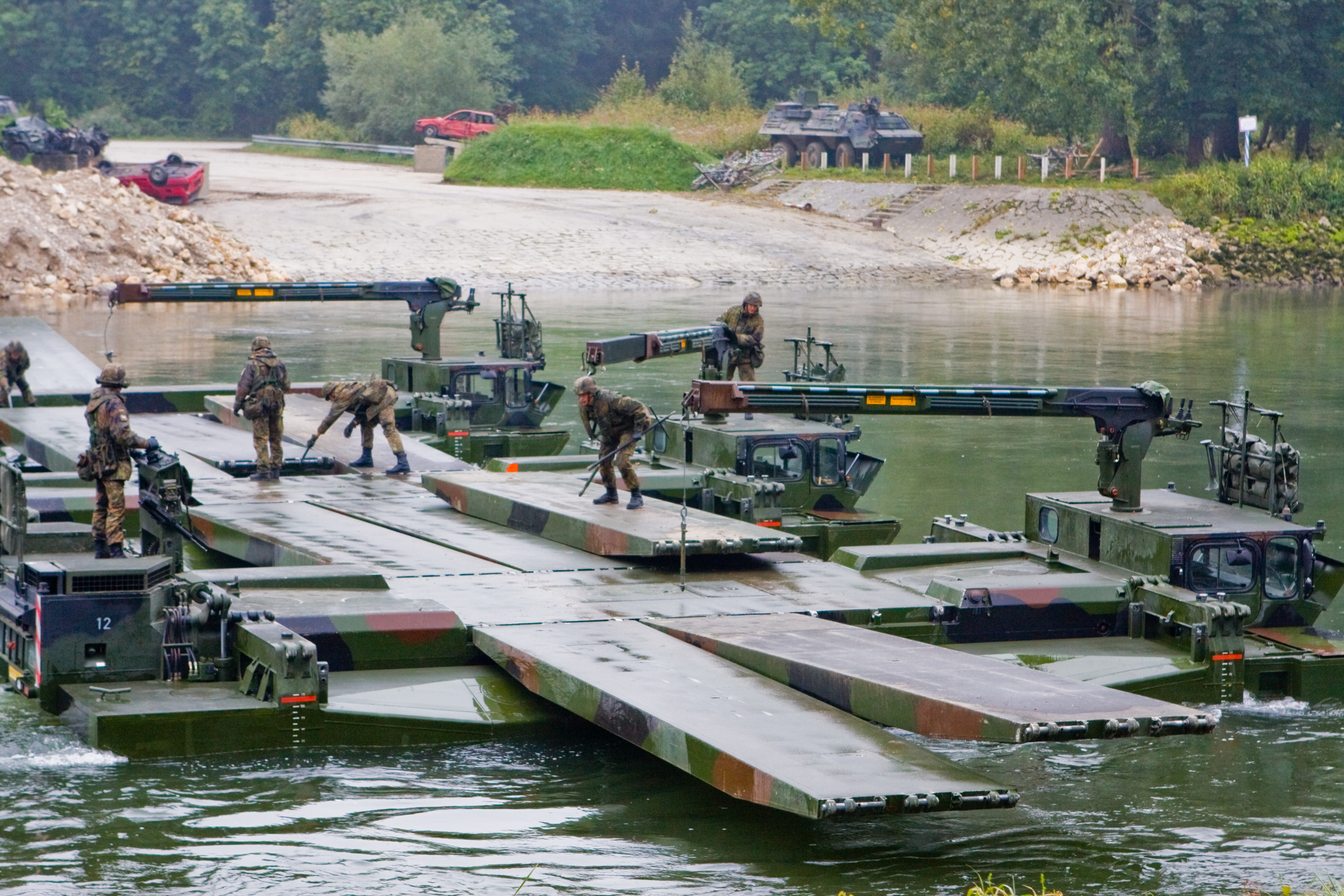
Dreifachfähre weitgekoppelt

Die Entwicklung der M3 begann 1984 und wurde 1992 nach umfangreichen Erprobungen durch das Bundesamt für Wehrtechnik und Beschaffung und die nachgeordneten Wehrtechnischen Dienststellen WTD 41 in Trier (Fahrerprobung) und WTD 51 in Koblenz (Schwimmerprobung) abgeschlossen. Die Auftragserteilung erfolgte dann im August 1994 mit den ersten Auslieferungen an die Truppe im Jahre 1996. Die Beschaffung konnte 1999, drei Jahre nach der Ausmusterung der letzten M2, abgeschlossen werden. Durch die Umstrukturierung der Bundeswehr wurde der Bestand an amphibischen Brücken- und Übersetzfahrzeugen erheblich reduziert, die entsprechenden Bataillone aufgelöst beziehungsweise umgegliedert und die nur noch 30 Fahrzeuge zu zwei Kompanien zunächst beim schweren Pionierbataillon 140 in Emmerich eingestellt. Nach dessen Auflösung erfolgte die Verlegung nach Minden zum schweren Pionierbataillon 130.
Weitere 38 M3 werden bei der 23rd Amphibious Engineer Squadron des 28th Engineer Regiment der britischen Streitkräfte genutzt.

## Technische Beschreibung
Es handelt sich um ein Fahrzeug in Aluminiumbauweise, das aus drei Hauptkomponenten besteht:
- Der Hauptschwimmkörper, in den das Fahrerhaus, der Kran und der Steuerstand integriert sind und der auch die Antriebsanlage für den Einsatz an Land und auf dem Wasser enthält.
- Zwei hydraulisch ausschwenkbare Seitenschwimmkörper mit Hydraulikzylindern zum Heben und Senken der Rampenteile.
- Drei Rampenteile, die zur Verbindung der Einzelfahrzeuge zu Fähre und Brücke, der Bildung der Brückenfahrbahn sowie als Auf- bzw. Abfahrrampe dienen.

Dazu kommen als weitere Ausrüstung:
- Ein hydraulischer Bordkran, der zum Verlegen der Rampen benötigt wird.
- Eine vollautomatische Reifendruckregelanlage
- Eine hydraulische Niveauregulierung des Fahrwerks
- Eine Feuerlöschanlage
- Lenzpumpen

Durch die einziehbaren Räder kann das Transitmaß zum Bahntransport eingehalten werden. Ebenso ist die Luftverlastung in den Transportflugzeugen der USAF vom Typ Lockheed C-5 und McDonnell Douglas C-17 möglich.

## Betrieb
Das Fahrzeug wird sowohl bei Land- als auch bei Wasserfahrt (im Gegensatz zur Amphibie M2) nur noch in einer Richtung gefahren. Die Frontscheibe wird dabei durch ein Schwallblech geschützt. Der Steuerstand befindet sich auf dem Heck, während der Kran auf dem Fahrerhaus montiert ist.
Die Umrüstung von der Land- zur Wasserfahrt bedarf keiner größeren Vorbereitungen mehr. Zur Wasserfahrt werden die beiden längs auf dem Hauptschwimmkörper angebrachten Seitenschwimmkörper hydraulisch ausgeschwenkt und verriegelt. Wenn die Platzverhältnisse an Land dies nicht zulassen, kann das Ausklappen auch auf dem Wasser geschehen.
Zur Verringerung des Tiefgangs werden die Räder bei Wasserfahrt zu 90 % in den Hauptschwimmkörper eingezogen. Die beiden Wasserstrahlantriebe sind bug- und heckseitig untergebracht, sodass Fahrbewegungen in allen Richtungen (auch Querfahrt) möglich sind.
Zur Bordausstattung gehören pro Fahrzeug drei Rampenteile (je 8,35 m Länge), die als Verbindung zu anderen Fahrzeugen oder als Auffahrrampen von Land genutzt werden können. Diese Rampenteile werden mit dem Bordkran bewegt. Sobald dieser nicht mehr benötigt wird, wird er quer zum Fahrzeug geschwenkt und dort arretiert.
Strömungsgeschwindigkeiten von bis zu 2,6 m/s kann die M3 durch eigene Antriebskraft ausgleichen. Darüber (bis max. 3,5 m/s) müssen Anker eingesetzt werden. Je nach den Umständen werden dabei entweder die Bordanker (einer pro Fahrzeug) eingesetzt, oder die Verankerung erfolgt von Land aus.

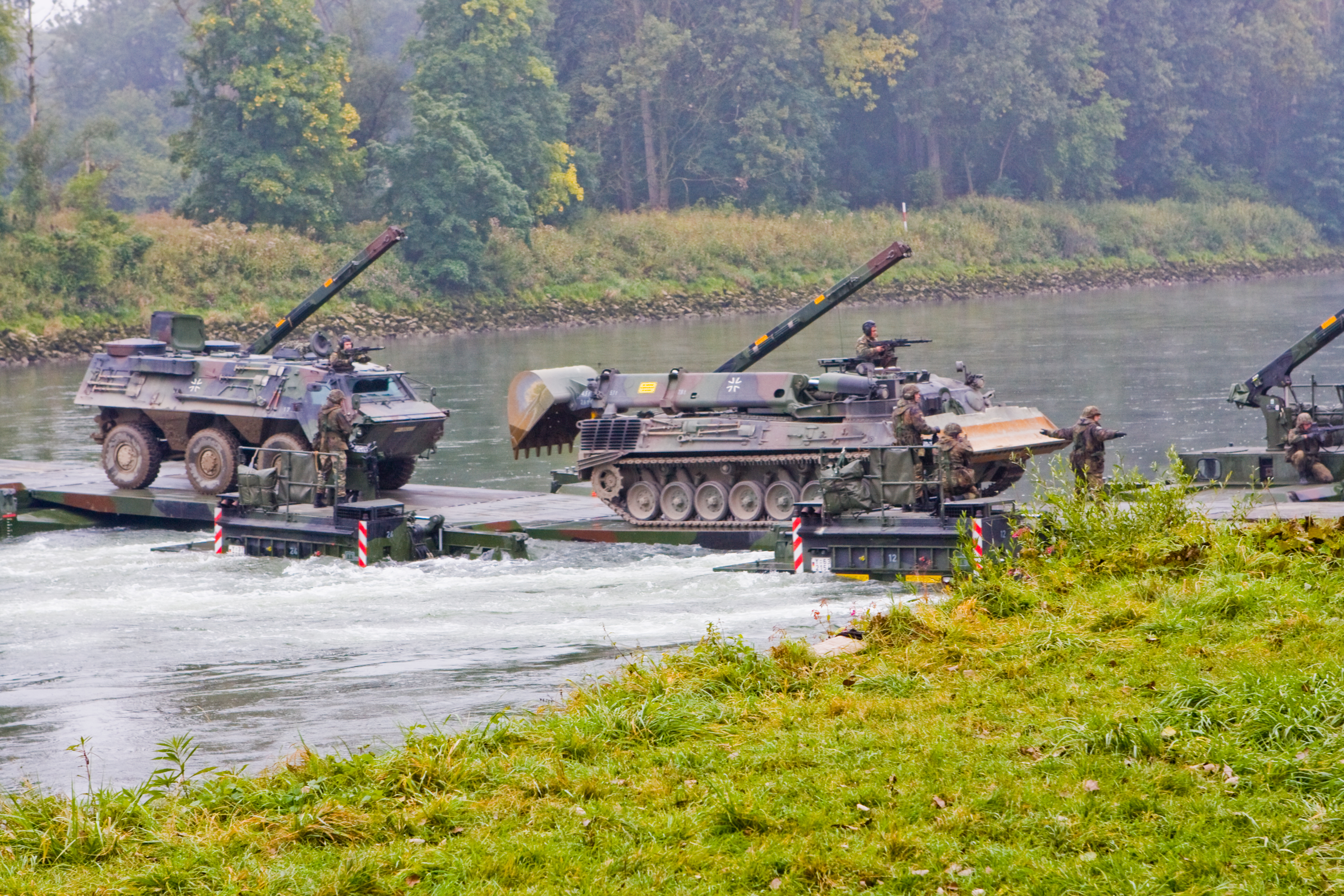
Brückenbetrieb

Fährbetrieb ist mit einem Fahrzeug sowie mit mehreren aneinandergekuppelten Fahrzeugen möglich. Die Kupplung erfolgt „eng“ (Fahrzeug an Fahrzeug) oder „weit“ (mit zwischen den Fahrzeugen eingelegten Rampenteilen) je nach Bedarf oder den Umständen. Die Nutzlast einer Einfachfähre beträgt 20 t. Beim Einsatz als Mehrfachfähre sind Nutzlasten von bis zu 63,5 t (MLC 70 für Kettenfahrzeuge und MLC 100 für Radfahrzeuge) zugelassen, wodurch die Kampfpanzer Leopard 2A6, Challenger 2, Leclerc oder M1A2 Abrams übergesetzt werden können. Bei Brückenbetrieb gelten höhere Lastenklassen.
Bei Brückenbetrieb werden die Fahrzeuge weitgekuppelt, die Brückenlänge ist (theoretisch) unbegrenzt.
Jede Kompanie verfügt über einen Aufbaugerätesatz, der aus Werkzeugen, Ersatzrädern, Greifzügen und allen notwendigen Mitteln zur Landverankerung sowie einer Bergeachse zur Bergung eines ausgefallenen Fahrzeuges besteht. Die Zusatzausrüstung wird auf einem Lkw 7t milgl, die zum Brückenbetrieb notwendigen Zusatzrampenteile auf einem Zweiachsanhänger nachgeführt.

## Technische Daten
| Besatzung:                                        | 3 Soldaten (Landfahrer, Wasserfahrer, Schwimmbrückenpionier)                                   |
| Länge:                                            | 13,03 m                                                                                        |
| Breite (Seitenschwimmkörper eingelegt):           | 3,35 m                                                                                         |
| Breite (Seitenschwimmkörper ausgeschwenkt):       | 6,57 m                                                                                         |
| Höhe (Räder in Normalstellung):                   | 3,97 m                                                                                         |
| Gewicht:                                          | 26 t                                                                                           |
| Bodenfreiheit (Räder in Normalstellung):          | 0,70 m                                                                                         |
| Wendekreisdurchmesser (Allradlenkung):            | 23,40 m                                                                                        |
| Steigfähigkeit:                                   | 60 %                                                                                           |
| Motor:                                            | luftgekühlter Achtzylinder-Viertakt-Dieselmotor KHD BF8L513C mit Direkteinspritzung (Euro III) |
| Leistung:                                         | 265 kW                                                                                         |
| Antriebsart:                                      | Wasserstrahlantrieb (2 Aggregate – 360° drehbar)                                               |
| Höchstgeschwindigkeit/Land:                       | 80 km/h                                                                                        |
| Höchstgeschwindigkeit/Wasser:                     | 14 km/h                                                                                        |
| Tiefgang Einfachfähre (ohne Nutzlast):            | 0,54 m                                                                                         |
| Tiefgang Zweifachfähre (mit Nutzlast MLC 70):     | 1,02 m                                                                                         |
| Nutzbare Fahrbahnbreite:                          | 4,76 m                                                                                         |
| Militärische Lastenklasse (Brückenbetrieb-Rad):   | 132                                                                                            |
| Militärische Lastenklasse (Brückenbetrieb-Kette): | 85                                                                                             |

## Kampfeinsätze
Von den britischen Streitkräften wurde das M3 gefechtsmäßig erstmals im Rahmen der „Operation Telic“, dem britischen Anteil an der Operation Iraqi Freedom eingesetzt. Ab dem 25. März 2003 setzten M3-Fahrzeuge der „412 Amph. Engr. Tp (V), 23 Amphibious Engineer Squadron, 28 Engineer Regiment of the Royal Engineers“ Teile der 3 Commando Brigade über die Shatt-Al-Basrah-Wasserstraße, und ermöglichten so die anhaltende Vorwärtsbewegung auf die Stadt Basra.
Anschließend wurden noch Gewässerübergänge im Bereich der Rumallah-Ölfelder ermöglicht, wodurch drei Panzerhaubitzen AS90 zur Unterstützung der „16 Air Assault Brigade“ zugeführt werden konnten.

## Nutzer

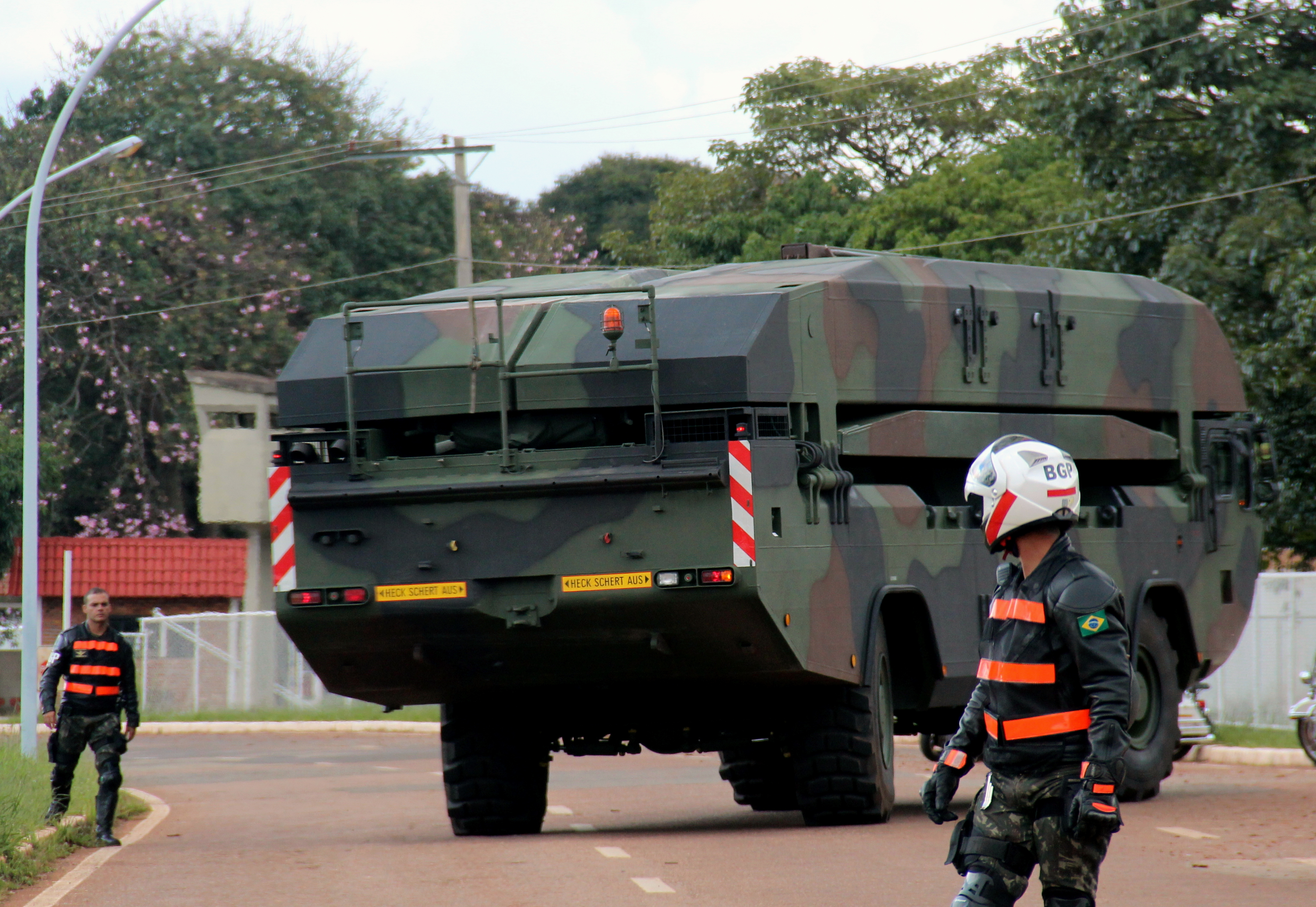
Brasilianische Amphibie M3

- Brasilien
- Deutschland, Bundeswehr
- Indonesien[7]
- Lettland[8]
- Singapur
- Südkorea[9]
- Spanien, bestellt[10]
- Schweden[11][12]
- Taiwan
- Vereinigtes Königreich, British Army